# Coche (metro de Caracas)
Coche es una estación de la línea 3 del Metro de Caracas; está ubicada en la Parroquia Coche en el Municipio Libertador de Caracas, en las inmediaciones del Centro Comercial de Coche y cercana a la Autopista Valle-Coche, entre las estaciones Los Jardines y Mercado. Fue inaugurada junto con todo el ramal el 9 de enero de 2010 en un acto desde la estación Coche y La Rinconada respectivamente. La operación comercial inició el día 10 de enero de 2010. 

## Estructura de la estación
Espacio: 4.636,90 m²
Tipo: Subterránea. Ascensores y áreas del andén especiales para discapacitados. Posee numerosas señalizaciones las cuales indican la dirección de los trenes, así como el mapa de líneas de la Línea 3.
Accesos:
- Avenida Intercomunal de Coche: Da hacia la Avenida Intercomunal de Coche y da también a la avenida Guzmán Blanco, así como la entrada a las residencias cercanas y unos pequeños comercios del Metro de Caracas. Posee un ascensor para discapacitados, unas escaleras fijas y dos eléctricas.

- Centro Comercial de Coche: Se encuentra paralelo al otro acceso y también da hacia la avenida Intercomunal como al Centro Comercial de Coche y alrededores. Posee una escalera eléctrica y una escalera fija.

Rutas de Metrobús: Estación de Metrobús de las rutas 852/854 respectivamente.
Otras características: Coche es una estación muy moderna y con un diseño contemporáneo. La estación cuenta con un sistema de ventilación ambiental que toma aire del ambiente y lo filtra para luego mantener la estación con una temperatura adecuada, evitando usar aires acondicionados de alto consumo eléctrico. La estación posee también una buena iluminación y además iluminación natural y sistema de sonido. Posee un cielo raso o techo que brinda una buena perspectiva de la estación. En toda la estación existe un sistema especial para discapacitados que los guía a los diferentes puntos de ésta. Posee un alto sistema de seguridad y vigilancia. En la estructura de la estación existen puestos comerciales del Metro de Caracas, con 7 locales. En la parte superior fueron plantadas plantas ornamentales y fueron restituidos 400 metros lineales de aceras. Así como el reacondicionamento de las fachadas de los edificios cercanos, entre otras características.
- Datos: Q5775839
- Multimedia: Coche (Caracas Metro) / Q5775839